# Аккинени Нагарджуна
Аккинени Нагарджуна (англ. Akkineni Nagarjuna; род. 29 августа 1959, Мадрас) — индийский актёр, кинопродюсер и телеведущий. Работает преимущественно в кинематографе телугу. Сыграл главные роли в более чем 90 фильмах. Также исполнил много ролей второго плана, в том числе в Болливуде и тамильских фильмах. Является лауреатом девяти премий Nandi Awards, трёх премий Filmfare Awards South и одного специального приза жюри Национальной кинопремии. В 1996 году выступил продюсером фильма Ninne Pelladata, который получил Национальную кинопремию в номинации «Лучший фильм года на языке телугу».

## Биография
Аккинени Нагарджуна родился в городе Мадрас в семье актёра Аккинени Нагесвара Рао. В 1986 году состоялся его дебют в фильме «Викрам» вместе с актрисой-танцовщицей Шобханой. Фильм имел коммерческий успех и сделал его звездой, но два последующих фильма Нагарджуны проваливались в прокате. Только через год фильм 'Majnu исправил его положение в индустрии. 
Дебют актёра в Болливуде состоялся в 1990 году в боевике Shiva — ремейке одноимённого фильма на языке телугу, в котором Нагар
В 1995 году Аккинени Нагарджуна занялся продюсерской деятельностью. Одно время он был членом совета директоров анимационной студии, выигравшей премию «Эмми». Вместе со своим братом Венката Ратнамом, Нагарджуна владеет продюсерской компанией Annapurna Studios. Он также является директором некомерческой школы кино Annapurna International School of Film and Media в Хайдарабаде.джуна повторил роль из оригинального фильма.
В фильме Annamayya (1997) он исполнил роль средневекового композитора Аннамачарьи; в фильме Agni Varsha (2002) — роль сына ведийского мудреца Бхарадваджи; в фильме о Каргильской войне LOC Kargil (2003) — роль майора индийской армии Падмапани Ачарьи; в фильме Shirdi Sai (2012) — роль индийского святого Саи Бабы из Ширди.
В биографическом фильме 2013 года о жизни великого индийского философа и святого Шанкары Jagadguru Adi Sankarа ему довелось сыграть роль бога Шивы, принявшего человеческий облик.
В 2016 году вышли три фильма с его участием Soggade Chinni Nayana, двуязычный Oopiri (Thozha) и Nirmala Convent. Во втором из них он сыграл инвалида, а в третьем появился в роли самого себя и исполнил одну из песен. Все три фильма имели коммерческий успех.
В январе 2017 года стало известно, что сценарист Дж. К. Бхарави работает над сценарием фильма о жизни кришнаитского гуру Бхактиведанты Свами Прабхупады (известного проповедника индуизма на Западе, основателя Международного общества сознания Кришны), в котором Нагарджуна сыграет главную роль.

## Личная жизнь
Нагарджуна был женат дважды. В 1984 году до начала карьеры он женился на Лакшми Даггубати, дочери кинопродюсера Д. Раманайду. В 1986 году у супругов родился сын Нага Чайтанья, впоследствии также ставший актёром.
В 1990 году пара развелась, что вызвало много потрясений в Толливуде из-за ссоры двух самых могущественных кинодинастий. Нагарджуна женился на своей партнёрше по фильму Siva (1989) Амале Мукерджи, которая в 1994 году родила ему сына Акхила, также пошедшего по отцовским стопам.
В декабре 2016 года Акхил женился на Шрие Бхупал, внучке бизнес магната ГВ Кришни Редди.

## Награды

### Национальная кинопремия
| Год  | Фильм            | Категория                                                             | Результат |
| ---- | ---------------- | --------------------------------------------------------------------- | --------- |
| 1996 | Ninne Pelladatha | Национальная кинопремия — Лучший фильм на языке телугу (как продюсер) | Победа    |
| 1997 | Annamayya        | Особый приз жюри Национальной кинопремии — Лучший актёр               | Победа    |

### Nandi Awards
| Год  | Фильм            | Категория                                           | Результат |
| ---- | ---------------- | --------------------------------------------------- | --------- |
| 1996 | Ninne Pelladatha | Лучший фильм для домашнего просмотра (как продюсер) | Победа    |
| 1997 | Annamayya        | Лучший актёр                                        | Победа    |
| 1999 | Prema Katha      | Лучший фильм (как продюсер)                         | Победа    |
| 2000 | Yuvakudu         | Особый приз жюри (как продюсер)                     | Победа    |
| 2002 | Santosham        | Лучший актёр                                        | Победа    |
| 2002 | Manmadhudu       | Лучший фильм (как продюсер)                         | Победа    |
| 2006 | Sri Ramadasu     | Лучший актёр                                        | Победа    |
| 2011 | Rajanna          | Особый приз жюри (актёр)                            | Победа    |
| 2011 | Rajanna          | Лучший фильм (как продюсер)                         | Победа    |

### Filmfare Awards South
| Год  |                  | Категория                                   | Результат |
| ---- | ---------------- | ------------------------------------------- | --------- |
| 1996 | Ninne Pelladatha | Лучший фильм на языке телугу (как продюсер) | Победа    |
| 1997 | Annamayya        | Лучший актёр — Телугу                       | Победа    |
| 2014 | Manam            | Лучший фильм — Телугу (как продюсер)        | Победа    |

## Избранная фильмография
| Год  |   | Русское название | Оригинальное название | Роль                      |
| ---- | - | ---------------- | --------------------- | ------------------------- |
| 1986 | ф |                  | Vikram                | Викрам                    |
| 1987 | ф |                  | Majnu                 | Раджеш                    |
| 1988 | ф |                  | Janaki Ramudu         | Ранга                     |
| 1988 | ф |                  | Aakhari Poratam       | Вихари                    |
| 1989 | ф |                  | Geethanjali           | Пракаш                    |
| 1989 | ф |                  | Siva                  | Шива                      |
| 1990 | ф |                  | Shiva (хинди)         | Шива                      |
| 1992 | ф |                  | President Gari Pellam | Раджа                     |
| 1992 | ф |                  | Drohi                 | Рагхав                    |
| 1993 | ф |                  | Allari Alludu         | Кальян / Раджеш           |
| 1993 | ф | Бог свидетель    | Khuda Gawah (хинди)   | Раджа Мирза               |
| 1994 | ф |                  | Hello Brother         | Дэва / Рави Варма         |
| 1994 | ф |                  | Criminal              | доктор Аджай Кумар        |
| 1995 | ф |                  | Gharana Bullodu       | Раджу                     |
| 1996 | ф |                  | Ninne Pelladata       | Сину                      |
| 1996 | ф | Потерять себя    | Mr. Bechara (хинди)   | Аджай                     |
| 1997 | ф |                  | Ratchagan             | Аджай Кумар               |
| 1997 | ф |                  | Annamayya             | Аннамачарья               |
| 1998 | ф |                  | Chandralekha          | Ситарама Рао / Радж Капур |
| 1998 | ф |                  | Zakham (хинди)        | Раман Десай               |
| 2000 | ф |                  | Nuvvu Vastavani       | Чинни Кришна              |
| 2002 | ф |                  | Santosham             | Картикея                  |
| 2002 | ф |                  | Manmadhudu            | Абхирам                   |
| 2002 | ф |                  | Agni Varsha           | Явакри                    |
| 2003 | ф |                  | Sivamani              | Шивамани                  |
| 2004 | ф |                  | Mass                  | Масс / Ганеш              |
| 2004 | ф |                  | Nenunnanu             | Вену                      |
| 2004 | ф | Линия контроля   | LOC Kargil (хинди)    | Майор Падмапани Ачария    |
| 2005 | ф |                  | Super                 | Акхил                     |
| 2006 | ф |                  | Sri Ramadasu          | Канчерла Гопанна          |
| 2007 | ф |                  | Don                   | Сури                      |
| 2008 | ф |                  | King                  | Кинг                      |
| 2010 | ф |                  | Ragada                | Сатья                     |
| 2010 | ф |                  | Kedi                  | Рамеш                     |
| 2011 | ф |                  | Rajanna               | Раджан                    |
| 2012 | ф |                  | Dhamarukam            | Малликарджуна             |
| 2012 | ф |                  | Shirdi Sai            | Саи Баба из Ширди         |
| 2014 | ф | Наша семья       | Manam                 | Нагешвар Рао / Ситарам    |
| 2016 | ф |                  | Soggade Chinni Nayana | Бангарраджу / Рам Мохан   |
| 2016 | ф |                  | Oopiri (тел.) (там.)  | Викрамадитья              |
| 2017 | ф |                  | Om Namo Venkatesaya   | Хатхирам Бхаваджи         |
| 2017 | ф |                  | Raju Gari Gadhi - 2   | Рудра                     |